# Spiel (Technik)
Das Spiel ist der fertigungs- und anwendungsbedingte Bewegungsfreiraum, in dem sich ein mechanisches Bauteil während oder nach der Montage gegen ein anderes oder mit einem anderen Bauteil, der Baugruppe bzw. Funktionseinheit frei bewegen lässt. Bei Wälzlagern spricht man von Lagerluft im nicht verbauten Zustand und von Spiel im verbauten Zustand.
Über die Fertigungstoleranz und Passung von Einzelteilen lässt sich das zu erwartende Spiel nach dem Zusammenbau vorhersagen.

## Beispiele
Eine Mutter lässt sich nur dann leicht auf eine Schraube drehen, wenn zwischen beiden Gewinden ein ausreichender Luftspalt vorhanden ist.
Ein ausreichendes Spiel zwischen Türblatt und Zarge sowie Fußboden ist nötig, damit nicht der Verzug von Holzbauteilen bei Feuchte- und Temperaturänderungen zum Klemmen der Tür führt.
Beim Einschieben eines Einbaukühlschranks in einen Küchenschrank braucht es ringsum ein geringes Spiel, damit er sich nicht verklemmt.
Beim Fahrrad ist das Lagerspiel an Konuslagern so einzustellen, dass zwar leichtes Drehen möglich, aber gerade kein Wackeln der Bauelemente spürbar ist.
Die Bewegungsfreiheit des Lenkrads eines Fahrzeugs, die gerade noch zu keiner Richtungsänderung der Räder führt, wird als Lenkradspiel bezeichnet. Bis zur Einführung von selbstnachstellenden Hydrostößeln, musste das Ventilspiel von Automotoren regelmäßig eingestellt werden.

## Konstruktive Anforderungen
Ein großes Spiel bedeutet für die betroffenen Einzelteile meist Leichtgängigkeit, problemlose Montage, Vermeidung von Verspannungen, Unempfindlichkeit gegen Temperaturschwankungen und Verschmutzung, eventuell weniger Geräusche und vorhersehbareres Verhalten beim Betrieb, aber auch geringe Positionsgenauigkeit und oft größeren Verschleiß. Es ist unter Umständen sinnvoll, die Toleranzen der Einzelteile so festzulegen, dass ein sehr geringes Spiel zwischen den Teilen oder sogar ein Pressmaß entsteht (Presssitz, Presspassung).